# Volodarskij rajon (Oblast' di Astrachan')
Il Volodarskij rajon (in russo Володарский район?) è un rajon dell'Oblast' di Astrachan', nella Russia europea; il capoluogo è Volodarskij. Istituito nel 1931, ricopre una superficie di 3.883 chilometri quadrati ed ospita una popolazione di circa 47.000 abitanti.